# Il manuale del giovane avvelenatore
Il manuale del giovane avvelenatore (The Young Poisoner's Handbook) è un film del 1995, diretto da Benjamin Ross.
È narrata la vicenda biografica del celebre serial killer britannico Graham Frederick Young il quale, usando vari tipi di avvelenamento, uccise 3 persone e ferì gravemente molte altre tra il 1961 ed il 1971.

## Trama
Graham Young è un introverso e geniale ragazzino che vive nella periferia inglese all'inizio degli anni '60.
Ha una viva passione per la chimica, che pian piano si trasforma in una mania. Ispirato da alcune letture, tramite il kit del Piccolo Chimico, cerca di portare a termine un complesso esperimento che però fallisce. Tale fallimento, unito ai dissidi con la matrigna e con il resto del mondo, lo mette sulla via della follia, che lo porta ad avvelenare varie persone. Prima un amico rivale in amore, ed in seguito la matrigna, la quale morirà poco a poco.
Dopo esser stato scoperto dalla polizia passa un certo periodo in un manicomio criminale per minorenni, da cui riesce ad uscire dimostrandosi guarito. Una volta fuori, però, commette altri delitti.

## Colonna sonora
La colonna sonora include molti successi dell'epoca in cui è ambientata la vicenda di Graham Young. Tra i tanti: Living in the Past (album) dei Jethro Tull, Nut Rocker di Kim Fowley ed anche Je t'aime... moi mon plus di Serge Gainsbourg.